# Žalov

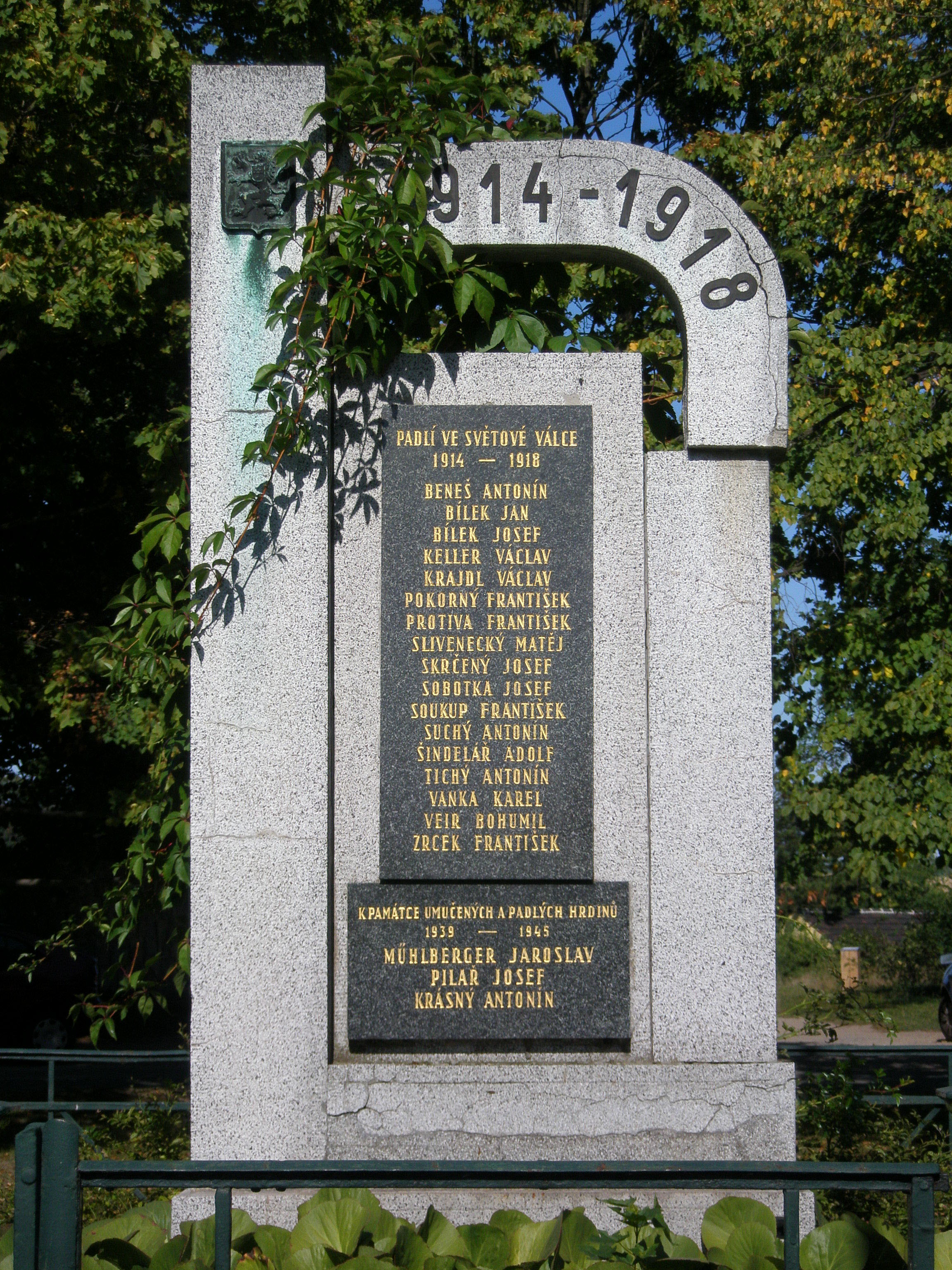
Gedenkstein für die Gefallenen des Ersten Weltkrieges auf dem Friedhof in Levý Hradec

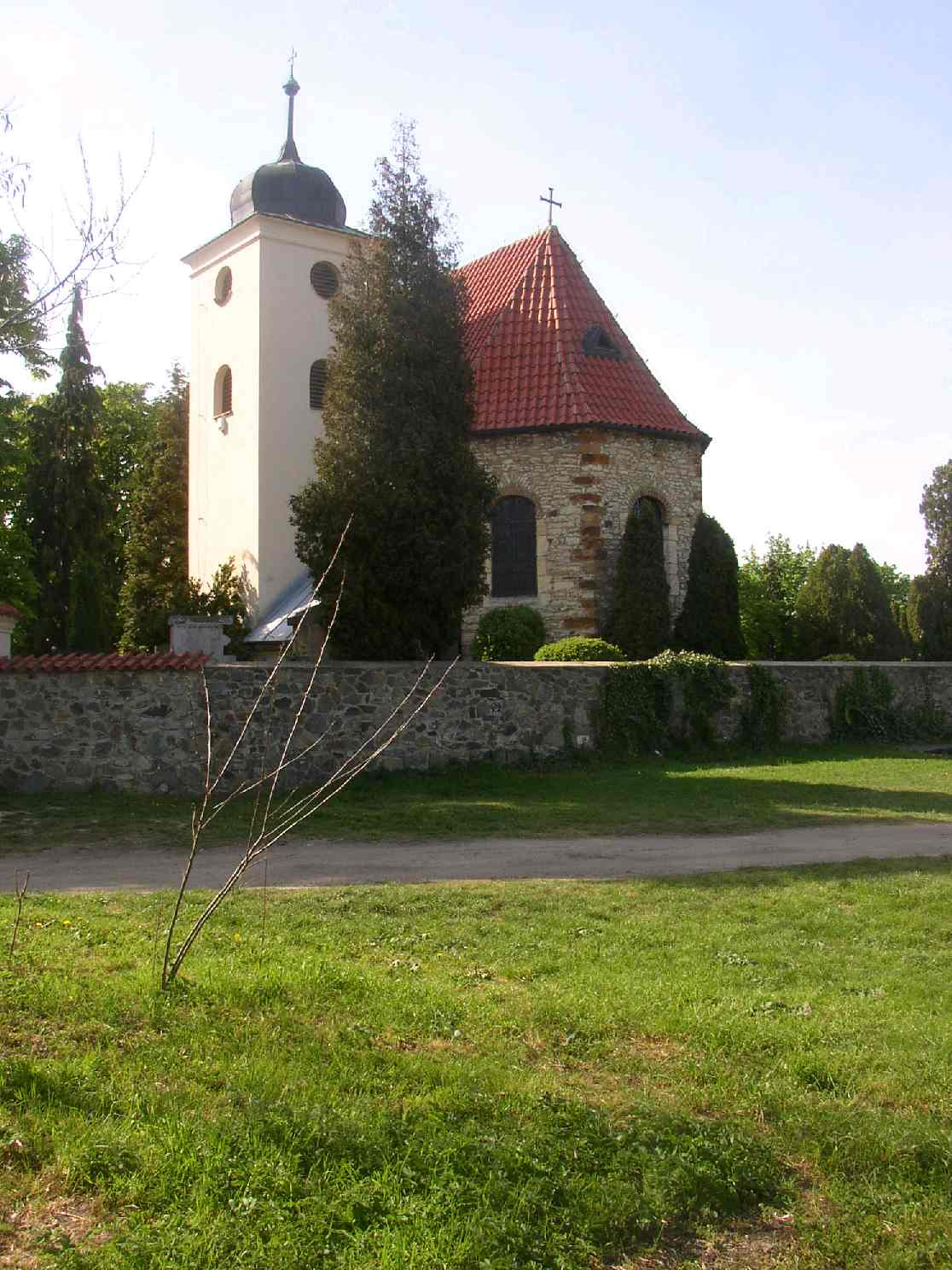
Kirche St. Kliment

Žalov (deutsch Schalow) ist eine Ansiedlung der Stadt Roztoky in Tschechien. Sie liegt zehn Kilometer nördlich des Stadtzentrums von Prag an dessen Stadtgrenze und gehört zum Okres Praha-západ.

## Geographie
Žalov befindet sich im Quellgebiet des Baches Žalovský potok auf der Prager Hochfläche (Pražská plošina). Der Ort liegt gegenüber einer Flussschleife der Moldau linksseitig auf einer Hochfläche über dem Moldautal. Am gegenüberliegenden Flussufer erstreckt sich der Naturpark Dolní Povltaví. Südlich erhebt sich der Na Vršcích (297 m), im Südwesten der Na Habří (313 m) und westlich der Řivnáč (292 m). Nördlich von Žalov liegt die Bahnstrecke Praha–Děčín, der Haltepunkt Roztoky-Žalov liegt nordwestlich des Ortes. Am südlichen Ortsrand verläuft die Staatsstraße II/242 zwischen Roztoky und Velké Přílepy.
Nachbarorte sind Levý Hradec und Husinec im Norden, Klecany und Plavidlo im Nordosten, Roztoky im Osten, Maximiliánka, Čimice und Bohnice im Südosten, Za Hájem, Nový Suchdol und Starý Suchdol im Süden, Únětice und Černý Vůl im Südwesten, Úholičky, Chaloupky und Stříbrník im Westen sowie Podmoráň und Řež im Nordwesten.

## Geschichte
Archäologische Funde belegen, dass die Hochebene links der Moldau seit der Jungsteinzeit besiedelt war. Seit dem 9. Jahrhundert gehörte Žalov wahrscheinlich zu den Besitzungen der Burg Levý Hradec und bildete vermutlich deren wirtschaftliches Zentrum. Im 12. Jahrhundert gaben die Přemysliden die Burg und das zugehörige Städtchen auf.
Die erste schriftliche Erwähnung von Žalov erfolgte 1088 in einer Schenkungsurkunde des Königs Vratislav I. für das Kollegiatkapitel Vyšehrad. König Ottokar I. übertrug die Güter der verlassenen Burg Levý Hradec im Jahre 1233 dem Prager Benediktinerinnenkloster St. Georg. 1421 eigneten sich die Prager Hussiten die klösterlichen Güter an. Danach wechselten die Besitzer häufig. Nach dem Ständeaufstand von 1547 wurden die Güter konfisziert. König Ferdinand I. überließ im Jahre 1553 die klösterlichen Güter auf der Burg Levý Hradec mit den Dörfern Žalov, Husinec und Řež sowie einem Stück der Moldau seinem Sekretär Oswald von Schönfeld auf Lebenszeit. Schönfeld veräußerte den Besitz 1562 an Ludwig Schradin. Dessen Erben verkauften die Güter 1565 an David Borinie von Lhota, der im selben Jahre das Gut Rostok erworben hatte und diese daran anschloss. David Borinies gleichnamiger Enkel wurde nach der Schlacht am Weißen Berg wegen seiner Teilnahme am Ständeaufstand von 1618 zum Verlust eines Fünftels seines Vermögens verurteilt. Seine Güter Rostok und Lichtendorf wurden konfisziert und 1625 durch die Hofkammer an Karl I. von Liechtenstein verkauft. Die Dörfer Husinec, Řež und Žalov wurden hingegen dem Kloster St. Georg zurückgegeben, das diese mit seinen Gütern Kameyk und Statenitz verband. Nach der Aufhebung des Klosters im Rahmen der Josephinischen Reformen fiel das Gut Statenice mit Kamýk 1782 der Hofkammer zu, die es 1790 an den Obersthofmarschall Rudolf Graf von Swéerts-Sporck verkaufte. Dieser veräußerte beide Güter 1797 für 120.000 Gulden an den Leitmeritzer Bürger Franz Fügner. Nachfolgende Besitzer waren Johann Kanal Ritter von Ehrenberg, ab 1805 Johann Prokop Graf Hartmann von Klarstein und ab 1807 Joseph Löhner, dem zugleich auch das Gut Rostok mit Lichtendorf gehörte. Löhner tauschte 1821 die Dörfer Husinec, Řež und Žalow samt Hradetz beim Gut Rostok gegen das Dorf und den Hof Lichtendorf ein und veräußerte das Gut Statenitz im selben Jahre an Barbara Gräfin Khüenburg. Im Jahre 1839 erbte sein Sohn Ludwig Edler von Löhner das Gut Rostok und verkaufte es umgehend an den Prager Bürger Joseph Leder. 
Im Jahre 1843 bestand Žalow aus 39 Häusern mit 212 Einwohnern, von denen ein Haus nach Tuchoměřice untertänig war. Im Dorf gab es ein Wirtshaus. Abseits lag in Lewy Hradec / Hradetz die Filialkirche St. Kliment, die Herzog Bořivoj I. laut Überlieferungen nach seiner Taufe erbauen ließ. Pfarrort war Rostok, wobei jeden vierten Sonntag in Hradetz Gottesdienst abgehalten wurde. Bis zur Mitte des 19. Jahrhunderts blieb Žalow dem Gut Rostok untertänig.
Nach der Aufhebung der Patrimonialherrschaften bildete Žalov ab 1850 einen Ortsteil der Gemeinde Roztoky im Bezirk und Gerichtsbezirk Smíchov. Im Jahre 1867 löste sich Žalov von Roztoky los und bildete mit den Ansiedlungen Hradec, Podmoráň und Moráň (Stříbrník) eine eigene Gemeinde. In der ersten Hälfte des 20. Jahrhunderts setzte eine Erweiterung des Dorfes ein, auf den Hochflächen beiderseits des Quellgrundes des Žalovský potok entstanden neue Wohnsiedlungen. 1927 wurde die Gemeinde dem Bezirk Praha-venkov und dem Gerichtsbezirk Praha-západ zugeordnet. Ab 1929 gehörte Žalov zum Gerichtsbezirk Praha-sever. Das Dorf hatte im Jahre 1932 bereits 1767 Einwohner. 1942 wurde Žalov Teil des neu gebildeten Bezirkes Praha-venkov-sever. Nach dem Ende des Zweiten Weltkrieges kam Žalov zum Gerichtsbezirk Praha-západ. Seit 1949 gehört die Gemeinde zum Okres Praha-západ. 1950 wurde ein Teil von Podmoráň nach Úholičky umgemeindet, der andere Anteil verblieb bei Žalov. Im Jahre 1960 wurde Žalov nach Roztoky eingemeindet. In den nachfolgenden Jahren wuchsen Žalov und Roztoky durch Bebauung der Hochfläche zusammen.

## Ortsgliederung
Žalov ist einer der beiden Katastralbezirke der Stadt Roztoky. Zu Žalov gehört auch die Ortslage Levý Hradec.

## Sehenswürdigkeiten
- Burgstätte Levý Hradec, nördlich des Ortes auf einem Sporn über der Einmündung des Žalovský potok in die Moldau. Sie wurde im 12. Jahrhundert aufgegeben; erhalten sind drei Wallgräben und Mauerreste.
- Burgstätte Řivnáč, westlich von Žalov am gleichnamigen Hügel
- Kirche des hl. Kliment auf dem Burghügel Levý Hradec, sie wurde der Überlieferung nach vom Herzog Bořivoj I. als erste christliche Kirche in Böhmen gegründet. Ihre heutige Gestalt erhielt sie beim Umbau von 1680. An der Kirche befinden sich mehrere Epitaphe der Familie Borinie von Lhota, deren Inschriften bereits seit dem 19. Jahrhundert nicht mehr lesbar sind.